# Abraham van Strij
Abraham van Strij (Dordrecht, 31 december 1753 - Dordrecht, 7 maart 1826) was een Nederlands kunstschilder.

## Biografie
Abraham van Strij, zoon van de Dordtse schilder en tekenaar Leendert van Strij en Catharina Smak, ontving zijn eerste opleiding tot schilder, evenals zijn broer Jacob, van zijn vader. Daarna kreeg hij les van Joris Ponse. Ook studeerde hij enige tijd aan de Antwerpse schildersacademie. In Dordrecht was hij (in 1774) de mede-oprichter van het Teekengenootschap Pictura.
Van Strij was aanvankelijk evenals zijn vader decoratief schilder van behangsels en panelen. Een kunstvorm, die hij ook samen met zijn broer Jacob beoefende. Voorts schilderde hij portretten, landschappen en kreeg vooral bekendheid door zijn interieurschilderingen. Abraham van Strij trouwde in 1783 met Sophia Catharina Vermeulen. Hun zoon Abraham van Strij werd eveneens kunstschilder te Dordrecht. Van Strij was de leermeester van onder anderen Johannes Rutten.

## Werk van Abraham van Strij in het Dordrechts Museum
- De tekenles (ca. 1800)
- Lezende vrouw aan het venster
- Stilleven met bloemen, vruchten en viskom
- Interieur met huzaar en dienstmeid (1825)
- Binnenhuis met vrouw en kind
- De bedelaars
- Stalinterieur met vrouw en kruiwagen
- Interieur met zittende man met bontmuts
- Kunstbeschouwing
- Halte voor een herberg

## Bibliografie

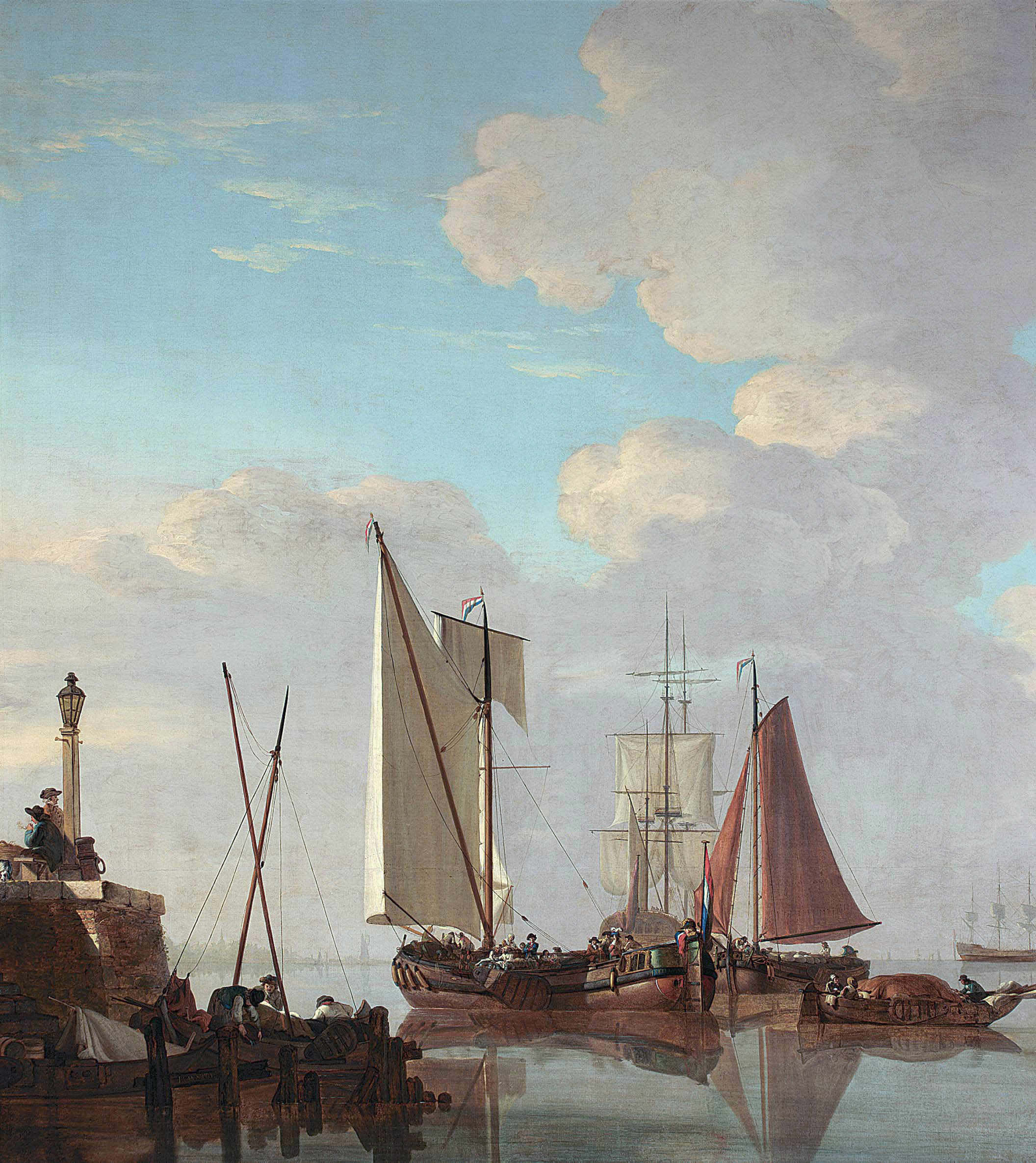
Abraham van Strij: Behangsel
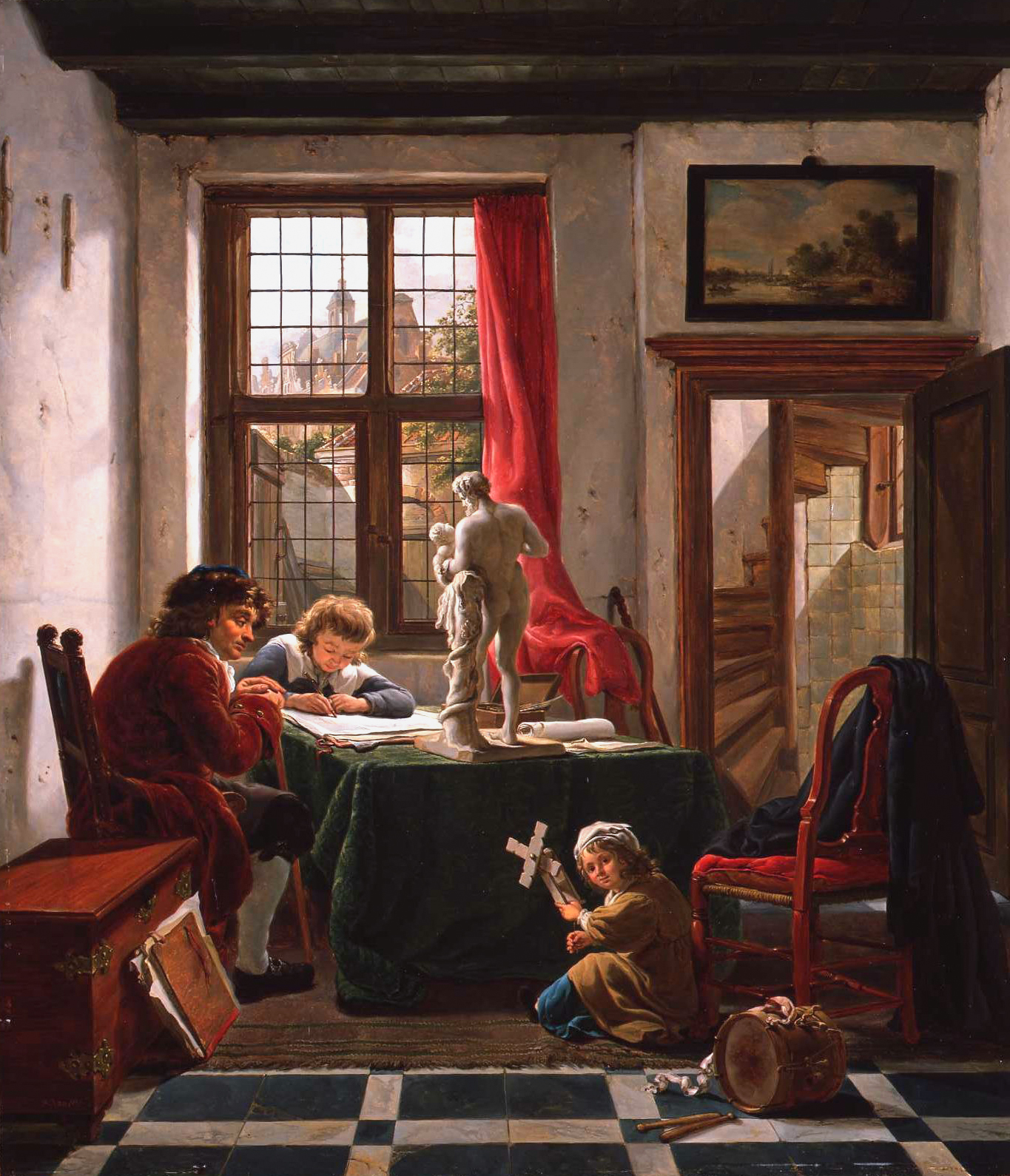
Abraham van Strij: De Tekenles, rond 1800
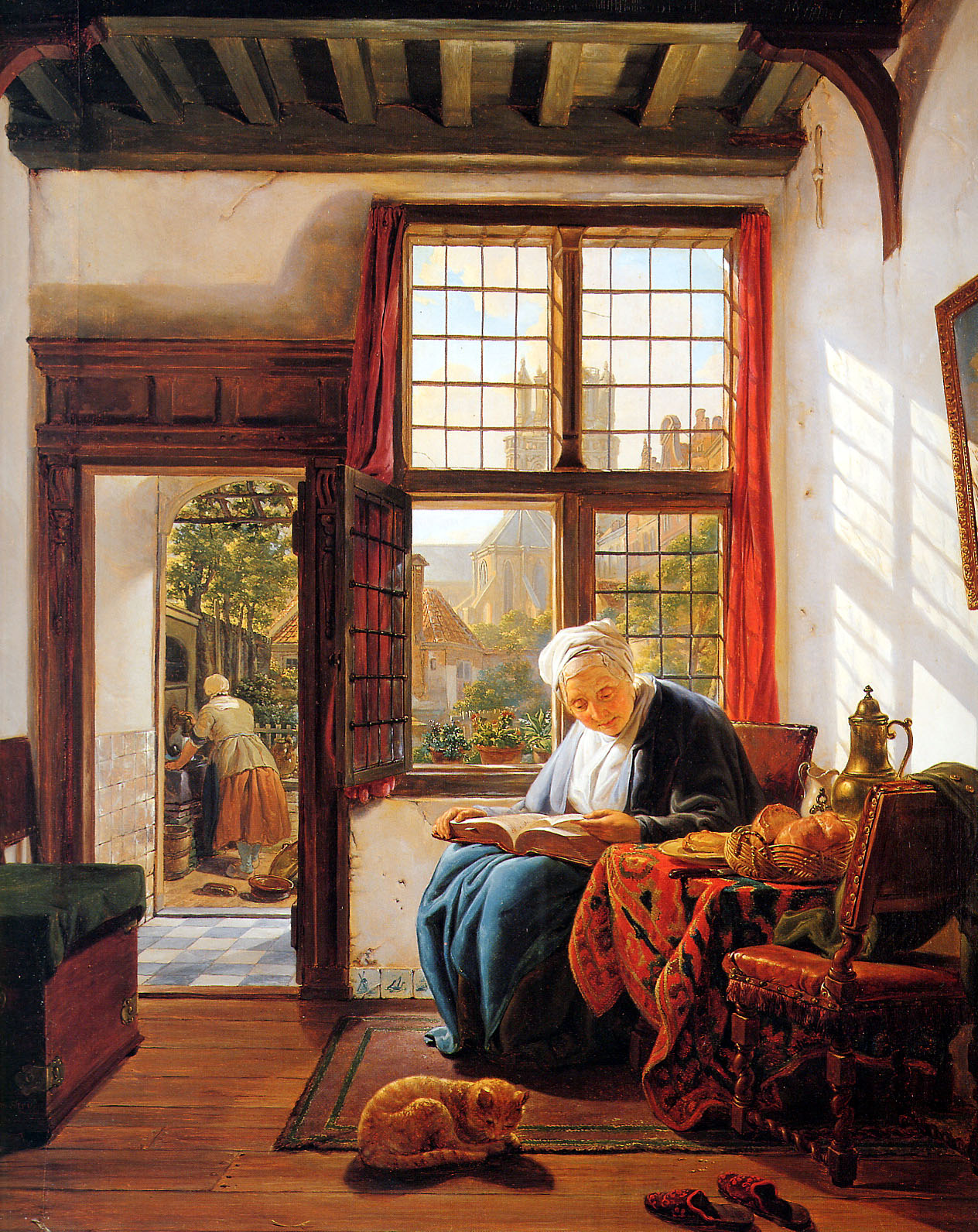
Abraham van Strij: Lezende vrouw aan het venster